# Situl arheologic Câmpul lui Boja
Situl arheologic Câmpul lui Boja se află în cartierul Militari, sector 6, București și este unul dintre cele mai importante situri arheologice din România. Importanța acestui sit este dată de diversitatea culturilor care l-au populat pe o perioadă foarte lungă de timp, aici fiind găsite vestigii care datează din perioada neolitică, până la vestigii care datează din epoca modernă, fiind unul dintre cele mai diversificate situri arheologice din România.

## Descoperirea sitului
Primele menționări ale importanței arheologice ale zonei din Militari numită Câmpul Boja sunt date în anul 1922, de către arheologul Constantin Nicolăescu-Plopșor. Mai târziu, în anul 1929, Dinu V.Rosetti, unul dintre primii arheologi români, a consemnat aceste mențiuni, ale lui Constantin Nicolăescu-Plopșor, într-un articol numit „Din preistoria Bucureștilor”, publicat în Cronica Numismatică și Arheologică.
Săpăturile sistematice asupra sitului nu au început decât în 1958, când o echipă condusă de Vlad Zirra și Margareta Tudor, a început să lucreze asupra sa. Aceste săpături au pus bazele cercetărilor asupra sitului, care continuă până în zilele noastre.

## Localizarea sitului
Din punct de vedere geografic situl este situat pe malul sudic al Lacului Morii, în București, Sector 6, Cartierul Militari, între aleea Lacul Morii la nord, str. Dâmboviței și str. Boja la sud. Suprafața totala a acestui sit este de aproximativ 12 hectare.

## Epocile locuite
Perioadele istorice în care situl a fost locuit sunt multe și diverse, întinzându-se din perioada neolitică, până în perioada modernă, locul aparținând mai multor culturii. Aceste perioade pot fi împărțite în:
Perioada Neolitică: Din această perioadă au fost descoperite vestigii care aparțin culturii Boian.
Epoca bronzului: Din această perioadă au fost descoperite vestigii aparținând culturilor Glina, Tei și Militari, acest sit fiind unul dintre puținele situri din Muntenia unde au fost descoperite vestigii ceramice care fac legătura dintre culturile Glina și Tei.
Epoca fierului: Din această perioadă au fost descoperite vestigii din ceramică și gropi aparținând Hallstattului. Din epoca geto-dacică au fost descoperite și cercetate așezări, vestigii din ceramicală, un vas elenistic și o fibulă de tip Tracic.
Epoca Romană: Din această perioadă au fost descoperite locuințe sub formă de bordeie, gropi de provizii, un atelier de prelucrare a bronzului, gropi de cult conținând schelete de câini și diferite vestigii romane printre care un fragment de lorică squamată.
Epoca migrațiilor: Din această perioadă au fost descoperite locuințe, gropi și cuptoare în aer liber. Așezările erau semiîngropate, cu planul rectangular, paralelogram sau pentagonal, cu unul sau două cuptoare menajere, fiind singurele de acest fel din București și printre puținele din țară.
Perioada medievală: Din această perioadă au fost descoperite vestigii aparținând culturii Dridu.
Epoca moderna: Din această perioadă au fost descoperite locuințe, cuptoare menajere și un necropol dublu, de inhumație, în care a fost găsită o monedă perforată de bronz, din timpul lui Mahmud al 2-lea și un ac de păr din bronz.

## Descoperiri importante
Săpăturile îndelungate ale acestui sit, din 1958 până acum, au scos la iveală foarte multe vestigii și așezări care aparțin multor culturii care s-au așezat în zona Câmpului Boja. Printre aceste descoperi, cele mai importante sunt:
Locuințele semiadâncite, din perioada Epocii Migrațiilor, cu formă dreptunghiulară și colțurile rotunjite. Acestea aveau dimensiunea între 5,4 și 12,6 metri pătrați, și adâncimea între 0,56 și 1,40 metri. Aceste locuințe aveau, într-unul dintre colțuri cuptoare de bucătărie, realizate prin scobirea unor blocuri de lut cruțat, având formă de potcoavă, și fiind deschise spre interior.
În cadrul sitului s-au mai găsit foarte multe obiecte din metal și din ceramică, aparținând Epocii Romane și Epocii migraților. Obiectele din ceramică erau de mai multe tipuri și confecționate prin mai multe moduri precum:
Ceramica modelată cu mâna, cu forme caracteristice geto-dacice, din Epoca Romană și vase din Epoca Migrațiilor, de diferite tipuri.Ceramica modelată la roată, mai răspândite în epoca geto-dacică decât în Epoca Migrațiilor.
În cadrul sitului au fost găsite și obiecte din metal precum: o cataramă din bronz de 1,30 cm, din secolul al 6-lea, vârfuri de săgeți din fier cu lama romboidală și vârfuri din bronz cu patru muchii, o seceră, un cosor, greutăți pentru război, cuțite, un cântar, o balanță din bronz, clopoței din bronz și fier, oglinzi și două fibule. Cel mai important obiect metalic găsit este un fragment de lorică squamată din bronz, format din 14 segmente, care ar fi fost refolosit și topit la confecționarea altor obiecte.
În cadrul sitului au mai fost găsite și obiecte din alte tipuri de materiale precum un piepten din os și mărgele din sticlă policromă și chihlimbar.
Din punct de vedere numismatic, au fost descoperite monezi de la Hadrian, Diva Faustina Secundă și Maximinus Thrax.